# جركينة
الجَرْكِينَة هي سترة رجاليّة ضيقة، عادةً مصنوعة من الجلد وبلا كمين، تُلبَس فوق الدَبْلِيّة في القرنين السادس عشر والسابع عشر، وكذلك استخدم نفس الاسم لسترة بلا كمين كان يرتديها أفراد الجيش البريطانيّ بالقرن العشرين.

## أمثلة

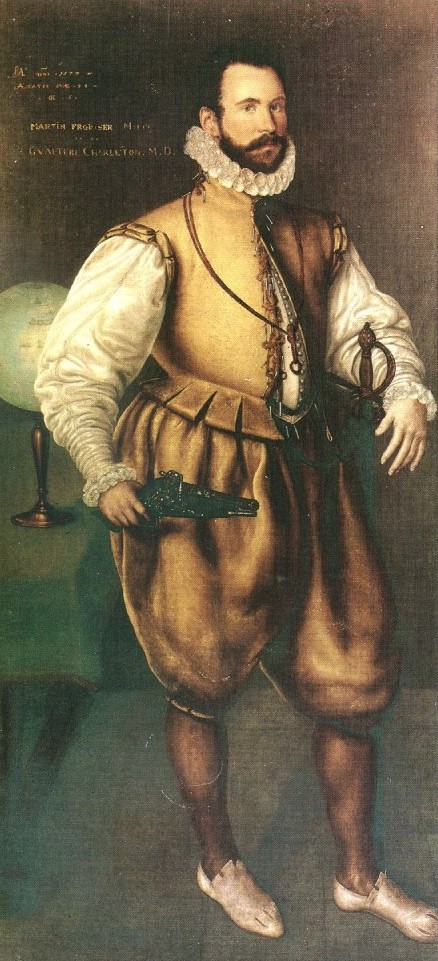
مارتن فروبيشر wears his jerkin closed at the neck and open below, 1570s
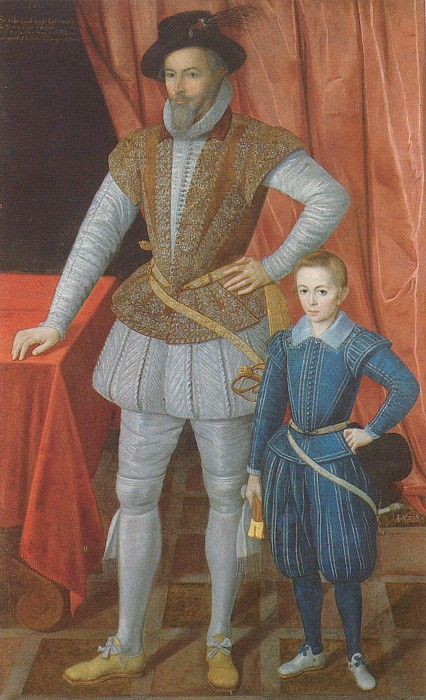
والتر رالي wears his jerkin closed at the waist, 1602
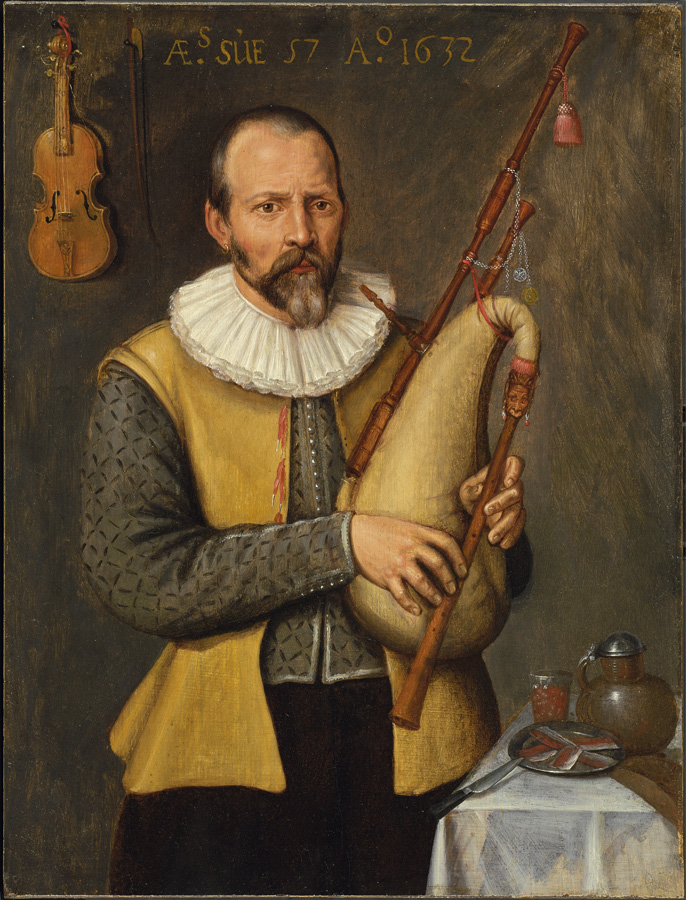
Dutch musician wears a jerkin with ribbon points as fasteners, 1632
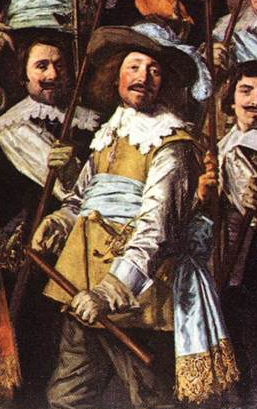
Guardsman's buff jerkin worn with a sash, c. 1639, from a painting by فرانز هالز